# Astragalus hashtrudicus
Astragalus hashtrudicus är en ärtväxtart som beskrevs av Ranjbar. Astragalus hashtrudicus ingår i släktet vedlar, och familjen ärtväxter. Inga underarter finns listade i Catalogue of Life.